# Nuoto ai Giochi della XVIII Olimpiade - 100 metri stile libero maschili
La competizione dei 100 metri stile libero maschili di nuoto ai Giochi della XVIII Olimpiade si è svolta nei giorni 11 e 12 ottobre 1964 allo Yoyogi National Gymnasium di Tokyo.
C'erano 66 concorrenti provenienti da 33 nazioni. L'evento è stato vinto da Don Schollander degli Stati Uniti. La Gran Bretagna e la Germania Unita hanno entrambe conquistato la loro prima medaglia nei 100 metri stile libero maschili.

## Programma
| Data            | Round        | Note                                |
| --------------- | ------------ | ----------------------------------- |
| 11 ottobre 1964 | 7 Batterie   | I migliori 24 tempi alle semifinali |
| 11 ottobre 1964 | 3 Semifinali | I migliori 8 tempi alla finale      |
| 12 ottobre      | Finale       |                                     |

## Risultati

### Batterie
| Pos. | Atleta                  | Nazione       | Tempo  | Posizione finale |
| ---- | ----------------------- | ------------- | ------ | ---------------- |
| 1    | Gary Ilman              | Stati Uniti   | 54"0   | 1                |
| 2    | Gérard Gropaiz          | Francia       | 55"8   | 18               |
| 3    | Athos de Oliveira Filho | Brasile       | 56"0   | 25               |
| 4    | Vinus van Baalen        | Paesi Bassi   | 56"8   | 36               |
| 5    | Bruno Bianchi           | Italia        | 56"8   | 36               |
| 6    | Ralph Hutton            | Canada        | 57"7   | 47               |
| 7    | Kim Bong-Jo             | Corea del Sud | 1:01"2 | 64               |

| Pos. | Atleta           | Nazione     | Tempo | Posizione finale |
| ---- | ---------------- | ----------- | ----- | ---------------- |
| 1    | Michael Austin   | Stati Uniti | 54"9  | 4                |
| 2    | David Dickson    | Australia   | 55"1  | 5                |
| 3    | Jean Curtillet   | Francia     | 56"2  | 28               |
| 4    | Matti Kasvio     | Finlandia   | 56"3  | 31               |
| 5    | Alvaro Pires     | Brasile     | 56"8  | 36               |
| 6    | Téodoro Capriles | Venezuela   | 57"2  | 43               |
| 7    | Tan Thuan Heng   | Malaysia    | 58"7  | 53               |

| Pos. | Atleta               | Nazione    | Tempo | Posizione finale |
| ---- | -------------------- | ---------- | ----- | ---------------- |
| 1    | Per-Ola Lindberg     | Svezia     | 55"1  | 5                |
| 2    | Tadaharu Goto        | Giappone   | 55"8  | 18               |
| 3    | Pietro Boscaini      | Italia     | 55"8  | 18               |
| 4    | Luis Nicolao         | Argentina  | 56"1  | 26               |
| 5    | José Miguel Espinosa | Spagna     | 57"4  | 44               |
| 6    | Herlander Ribeiro    | Portogallo | 59"0  | 57               |
| 7    | Somchai Limpichat    | Thailandia | 59"8  | 60               |

| Pos. | Atleta               | Nazione          | Tempo  | Posizione finale |
| ---- | -------------------- | ---------------- | ------ | ---------------- |
| 1    | Hans-Joachim Klein   | Germania         | 55"3   | 9                |
| 2    | Peter Phelps         | Australia        | 56"1   | 26               |
| 3    | Lester Eriksson      | Svezia           | 56"2   | 28               |
| 4    | Yury Sumtsov         | Unione Sovietica | 56"3   | 31               |
| 5    | François Simons      | Belgio           | 56"8   | 36               |
| 6    | Carlos van der Maath | Argentina        | 57"5   | 45               |
| 7    | Nguyễn Ðình Lê       | Vietnam          | 1:01"1 | 62               |

| Pos. | Atleta          | Nazione        | Tempo | Posizione finale |
| ---- | --------------- | -------------- | ----- | ---------------- |
| 1    | Don Schollander | Stati Uniti    | 54"3  | 2                |
| 2    | Yukiaki Okabe   | Giappone       | 55"4  | 10               |
| 3    | Uwe Jacobsen    | Germania       | 55"6  | 14               |
| 4    | Petr Lohnický   | Cecoslovacchia | 56"4  | 34               |
| 5    | Gerhard Wieland | Austria        | 56"8  | 36               |
| 6    | Antonio Pérez   | Spagna         | 57"8  | 49               |
| 7    | Mauri Fonseca   | Brasile        | 59"6  | 59               |

| Pos. | Atleta             | Nazione          | Tempo | Posizione finale |
| ---- | ------------------ | ---------------- | ----- | ---------------- |
| 1    | Daniel Sherry      | Canada           | 55"2  | 7                |
| 2    | Alain Gottvallès   | Francia          | 55"2  | 7                |
| 3    | John Ryan          | Australia        | 55"5  | 11               |
| 4    | Horst Löffler      | Germania         | 55"6  | 14               |
| 5    | Vladimir Shuvalov  | Unione Sovietica | 55"9  | 24               |
| 6    | Georges Welbes     | Lussemburgo      | 58"6  | 52               |
| 7    | Hannu Vaahtoranta  | Finlandia        | 58"7  | 53               |
| 8    | Gudmunður Gíslason | Islanda          | 59"0  | 57               |

| Pos. | Atleta          | Nazione       | Tempo  | Posizione finale |
| ---- | --------------- | ------------- | ------ | ---------------- |
| 1    | Tatsuo Fujimoto | Giappone      | 55"8   | 18               |
| 2    | Gyula Dobay     | Ungheria      | 55"8   | 18               |
| 3    | Sandy Gilchrist | Canada        | 55"8   | 18               |
| 4    | Gert Kölli      | Austria       | 56"5   | 35               |
| 5    | Dave Haller     | Gran Bretagna | 57"7   | 47               |
| 6    | Bert Sitters    | Paesi Bassi   | 58"1   | 50               |
| 7    | Luis Paz        | Perù          | 58"5   | 51               |
| 8    | Robert Loh      | Hong Kong     | 1:00"4 | 61               |

| Pos. | Atleta           | Nazione        | Tempo | Posizione finale |
| ---- | ---------------- | -------------- | ----- | ---------------- |
| 1    | Ron Kroon        | Paesi Bassi    | 55"5  | 11               |
| 2    | Jindřich Vágner  | Cecoslovacchia | 55"5  | 11               |
| 3    | Robert Lord      | Gran Bretagna  | 55"7  | 17               |
| 4    | József Gulrich   | Ungheria       | 56"3  | 31               |
| 5    | Tuomo Hämäläinen | Finlandia      | 57"6  | 46               |
| 6    | Salvador Ruiz    | Svizzera       | 58"9  | 56               |
| 7    | Pano Capéronis   | Perù           | 58"5  | 51               |

| Pos. | Atleta             | Nazione          | Tempo  | Posizione finale |
| ---- | ------------------ | ---------------- | ------ | ---------------- |
| 1    | Robert McGregor    | Gran Bretagna    | 54"7   | 4                |
| 2    | Bengt Nordwall     | Svezia           | 55"6   | 14               |
| 3    | Viktor Semchenkov  | Unione Sovietica | 56"2   | 28               |
| 4    | Sergio De Gregorio | Italia           | 56"8   | 36               |
| 5    | Antal Száll        | Ungheria         | 56"8   | 36               |
| 6    | Phan Hữu Dong      | Vietnam          | 1'01"1 | 62               |
| 7    | Celestino Pérez    | Porto Rico       | 1'01"3 | 65               |
| 8    | Heidar Shonjani    | Iran             | 1'02"1 | 66               |

### Semifinali
| Pos. | Atleta          | Nazione     | Tempo | Posizione finale |
| ---- | --------------- | ----------- | ----- | ---------------- |
| 1    | Gary Ilman      | Stati Uniti | 53"9  | 1                |
| 2    | Michael Austin  | Stati Uniti | 54"3  | 3                |
| 3    | Yukiaki Okabe   | Giappone    | 55"2  | 11               |
| 4    | Daniel Sherry   | Canada      | 55"5  | 12               |
| 5    | Tadaharu Goto   | Giappone    | 55"6  | 14               |
| 6    | Ron Kroon       | Paesi Bassi | 55"7  | 15               |
| 7    | Horst Löffler   | Germania    | 56"0  | 19               |
| 8    | Pietro Boscaini | Italia      | 56"1  | 20               |

| Pos. | Atleta           | Nazione        | Tempo | Posizione finale |
| ---- | ---------------- | -------------- | ----- | ---------------- |
| 1    | Don Schollander  | Stati Uniti    | 54"0  | 2                |
| 2    | Alain Gottvallès | Francia        | 54"3  | 3                |
| 3    | Uwe Jacobsen     | Germania       | 54"8  | 7                |
| 4    | Per-Ola Lindberg | Svezia         | 55"1  | 10               |
| 5    | Jindřich Vágner  | Cecoslovacchia | 55"5  | 12               |
| 6    | Gérard Gropaiz   | Francia        | 55"7  | 15               |
| 7    | Sandy Gilchrist  | Canada         | 56"4  | 21               |
| 8    | Robert Lord      | Gran Bretagna  | 56"5  | 23               |

| Pos. | Atleta             | Nazione          | Tempo | Posizione finale |
| ---- | ------------------ | ---------------- | ----- | ---------------- |
| 1    | Robert McGregor    | Gran Bretagna    | 54"3  | 3                |
| 2    | Hans-Joachim Klein | Germania         | 54"4  | 6                |
| 3    | Gyula Dobay        | Ungheria         | 54"8  | 7                |
| 4    | David Dickson      | Australia        | 54"9  | 9                |
| 5    | Vladimir Shuvalov  | Unione Sovietica | 55"8  | 17               |
| 6    | Tatsuo Fujimoto    | Giappone         | 55"8  | 18               |
| 7    | Bengt Nordwall     | Svezia           | 56"4  | 21               |
| 8    | John Ryan          | Australia        | 56"5  | 23               |

### Finale
| Pos.    | Atleta             | Nazione       | Tempo |
| ------- | ------------------ | ------------- | ----- |
| Oro     | Don Schollander    | Stati Uniti   | 53"4  |
| Argento | Robert McGregor    | Gran Bretagna | 53"5  |
| Bronzo  | Hans-Joachim Klein | Germania      | 54"0  |
| 4       | Gary Ilman         | Stati Uniti   | 54"0  |
| 5       | Alain Gottvallès   | Francia       | 54"2  |
| 6       | Michael Austin     | Stati Uniti   | 54"5  |
| 7       | Gyula Dobay        | Ungheria      | 54"9  |
| 8       | Uwe Jacobsen       | Germania      | 56"1  |